# Biddersches Organ

Schematische Darstellung der männlichen Geschlechtsorgane einer Kröte

Als das Biddersche Organ oder Bidder-Organ wird eine rudimentäre Keimdrüse der Kröten (Amphibien-Familie Bufonidae) bezeichnet. Dieses Merkmal gilt als ein anatomisches Charakteristikum zur taxonomischen Abgrenzung der Familie von anderen Froschlurchen. Experimentell konnte gezeigt werden, dass nach Entfernung der Hoden beim männlichen Tier eine Entwicklung des Bidderschen Organs zu einem funktionstüchtigen Eierstock (Ovar) stattfindet. Auch bei weiblichen Kröten ist das Bidder-Organ ausgebildet, allerdings ist es nicht so deutlich vom Ovar abgegrenzt wie vom Hoden bei männlichen Tieren. In ihm finden sich Geschlechtszellen, die bis zur Metamorphose an Zahl und Größe zunehmen. Zu der Zeit in der die Eizellen im Ovar in das Diplotän übergehen, beginnen sich die Eizellen des Bidder-Organs zurückzubilden. Die funktionelle Bedeutung des Organs ist ungeklärt.
Benannt wurde das Organ nach dem deutschen Mediziner Friedrich Heinrich Bidder (1810–1894).